# ARM7
ARM 7 — процессорное ядро серии ARM, пришло на смену ARM6.
Это целочисленное 32-разрядное RISC-ядро, имеющее быстродействие до 130 млн оп./сек.
Имеет несколько модификаций — ARM7TDMI, ARM7TDMI-S, ARM7EJ-S, ARM720T, ARM740T.
Первое — базовое, остальные отличаются наличием DSP и Jazelle расширений(ARM7EJ-S), модулем управления памятью (ARM720T) или модулем защиты памяти (ARM740T).
Ядро имеет фон-неймановскую архитектуру с общей памятью команд и данных. Более новые ядра реализуют гарвардскую архитектуру с раздельной кэш-памятью команд и данных.